# 2023年国际象棋世界冠军赛
2023年国际象棋世界冠军赛（英語：World Chess Championship 2023）是争夺2023年国际象棋世界冠军头衔的比赛，由2022年国际象棋世界冠军候选人赛冠军、俄罗斯棋手扬·涅波姆尼亚奇对阵候选人赛亚军、中国棋手丁立人。比赛于2023年4月9日至30日在哈萨克斯坦首都阿斯塔納举办。两人在14局慢棋中战成7比7平，最终丁立人在快棋加赛中以2.5比1.5战胜涅波姆尼亚奇，加冕世界冠军。
涅波姆尼亚奇的对手原计划为卫冕世界冠军芒努斯·卡尔森。然而卡尔森在2021年第五次卫冕成功后就曾表示，如果当时年仅18岁的新生代棋手阿里雷萨·菲鲁兹雅无法于2022年世界冠军候选人赛中获胜并获得挑战他的机会的话，他可能会考虑放弃卫冕。最终，涅波姆尼亚奇赢得了2022年候选人赛的冠军，菲鲁兹雅仅排名第6。2022年7月20日，卡尔森正式表示将放弃卫冕2023年世界冠军头衔。根据国际棋联的规则，候选人赛亚军丁立人代替卡尔森晋级世界冠军赛。

## 比赛

### 规则
2023年国际象棋世界冠军赛包含14局慢棋。每局比赛双方前40步各有120分钟时间，之后20步各加60分钟，至第61步时再加15分钟，且此后每步加30秒。在14局慢棋赛中先得到7.5分的棋手获得比赛胜利。
如果双方在14局慢棋赛中战成7比7平，则将举行4局快棋加赛。每局快棋赛双方各有25分钟，并且从第1步起每步加10秒。如快棋赛中双方仍战成平局，则将由超快棋加赛决定比赛胜负,即持续进行每组两局双方5分钟，每步加3秒的比赛，直至分出胜负为止。

### 日程
开幕式于4月7日举行，正式比赛则于4月9日至30日之间进行。每一比赛日从当地时间下午3点开始。经过抽签，首局涅波姆尼亚奇执白行先，此后每局双方交替执白。快棋加赛则由丁立人执白行先。
| 日期          | 比赛   |
| ------------- | ------ |
| 4月7日星期五  | 开幕式 |
| 4月8日星期六  | 媒体日 |
| 4月9日星期日  | 第1局  |
| 4月10日星期一 | 第2局  |
| 4月11日星期二 | 休息日 |
| 4月12日星期三 | 第3局  |
| 4月13日星期四 | 第4局  |
| 4月14日星期五 | 休息日 |
| 4月15日星期六 | 第5局  |
| 4月16日星期日 | 第6局  |
| 4月17日星期一 | 休息日 |
| 4月18日星期二 | 第7局  |
| 4月19日星期三 | 休息日 |
| 4月20日星期四 | 第8局  |
| 4月21日星期五 | 第9局  |
| 4月22日星期六 | 休息日 |
| 4月23日星期日 | 第10局 |
| 4月24日星期一 | 第11局 |
| 4月25日星期二 | 休息日 |
| 4月26日星期三 | 第12局 |
| 4月27日星期四 | 第13局 |
| 4月28日星期五 | 休息日 |
| 4月29日星期六 | 第14局 |
| 4月30日星期日 | 加赛   |
| 5月1日星期一  | 闭幕式 |

### 结果
两人分别在14局慢棋赛中各取得3局胜利，剩余8局则战成和棋，最终比分为7比7。进入4局快棋加赛后，前3局皆为和棋。第4局丁立人执黑取胜，最终丁立人战胜涅波姆尼亚奇成为世界冠军。他也由此成为了中国首位国际象棋世界冠军。
|                 | 等级分 | 慢棋 | 慢棋 | 慢棋 | 慢棋 | 慢棋 | 慢棋 | 慢棋 | 慢棋 | 慢棋 | 慢棋 | 慢棋 | 慢棋 | 慢棋 | 慢棋 | 积分 | 快棋 | 快棋 | 快棋 | 快棋 | 总分 |
| 1               | 等级分 | 2    | 3    | 4    | 5    | 6    | 7    | 8    | 9    | 10   | 11   | 12   | 13   | 14   | 15   | 积分 | 16   | 17   | 18   |      | 总分 |
| --------------- | ------ | ---- | ---- | ---- | ---- | ---- | ---- | ---- | ---- | ---- | ---- | ---- | ---- | ---- | ---- | ---- | ---- | ---- | ---- | ---- | ---- |
| 扬·涅波姆尼亚奇 | 2795   | ½    | 1    | ½    | 0    | 1    | 0    | 1    | ½    | ½    | ½    | ½    | 0    | ½    | ½    | 7    | ½    | ½    | ½    | 0    | 8½   |
| 丁立人          | 2788   | ½    | 0    | ½    | 1    | 0    | 1    | 0    | ½    | ½    | ½    | ½    | 1    | ½    | ½    | 7    | ½    | ½    | ½    | 1    | 9½   |